# 鈴木智晴
鈴木 智晴（すずき ともはる、1979年1月11日 - ）は、日本のナレーター、劇作家、演出家、俳優、男性声優。大阪府出生、静岡県浜松市出身。劇団東京都鈴木区、ALBA所属。

## 経歴
高校時代、クラスメイトから授業中に文化放送で放送されていた声優のラジオ番組を勧められ、その番組を聴いて初めて職業としての声優を意識した。高校3年生の時、リビングで両親がある番組で放送されていた外画の日本語吹き替え版を見ていたが、その時耳にその外画の日本語吹き替え版のセリフが入り、画面の出演していた外国人俳優を見て、鈴木は「日本語の上手い外国人だ」と思い、食い入るように画面を見ていた。その後新聞のテレビ欄を見て、そこに書かれていた外国人俳優の名前と、「声」と書かれたあとに日本人声優の名前があったことから、その場で両親に声優を目指すことを告げる。高校3年の時からノートに日記をつけていたが、2005年に読み返していたところ、声優になりたい気持ちや理想の将来像が綴られていたという。
1997年、声優を目指して上京。上京後に初めてしていたアルバイトは『電磁戦隊メガレンジャー』のキャラクターショーだった。前半は怪人、後半はメガブルーという配役で、前半はメガブルーの上に怪人の着ぐるみを着てたことから、暑かったという。その他のアルバイトとしては、コンビニで深夜バイト、20代の頃に10年くらいおでん屋、お台場のデックス東京ビーチの台場一丁目商店街にあった洋食レストラン『ハイカラ食堂』、30歳の頃に居酒屋で働いていた。
アミューズメントメディア総合学院4期生。同期に三宅健太がいる。学院時代の1998年9月9日には、安部公房の戯曲『友達』の主役の男役で初舞台を踏む。学院卒業後、声優事務所には所属せず、MTワールドの劇団員となり、芝居の世界に入る。
2003年12月24日、舞台『ルー・リードになれなかった少年』の稽古中にのちに所属することになるホーリーピークから着信があり、「正式に所属になりませんか?」ようなことを言われていた。当時は芝居で生きてく覚悟もあったが、声優になるのは上京した時の夢で、情や環境を無しにして自分の胸に聞いてみたところその気持ちだけは裏切れず、「大手は色々メンド臭いから、お手軽そうなとこでどっかないか?」のような気持ちになった。2004年にMTワールドが『ルー・リードになれなかった少年』を最後に活動休止になり、思い切って、ホーリーピークのオーディションを受けた。オーディションの当日まで何度も自分を問い詰めて、「本当にやりたいんだ!」という気持ちを無理矢理引っ張り出して、それを意志に変えて挑んでいた。それで、結果的には合格して、同年にはホーリーピークに所属して夢だった声優の世界に入った。その時は社長に「小杉十郎太さんの若い頃にそっくりだなキミ！見た目が」としきりに言われて鈴木は「‥で芝居は？」と若干不安になっていたという。
同年、ラジオドラマでデビュー。アニメでのデビューは2005年の『あまえないでよっ!!』の仮面レンジャーNo.1役。以前は同じ事務所に所属しており、鈴木の声優としての初仕事から初めて出会った寺島拓篤とは同期にあたり、2007年には超!放送局にてラジオもやっていた。2009年にホーリーピークを退所し、5年間のフリーの期間を経て、2014年からALBAに所属する。現在は、TVCMナレーター・劇作家として活動している。
劇団東京都鈴木区を主宰し、ほぼ全公演の脚本演出を務める。
『いるわけないしっ!』が第4回TONOGEKI演劇祭にて最優秀作品賞を受賞。
マイナビより鈴木区の上演台本が出版された。これにより、出版社が電子書籍として上演台本を出版した、日本初の劇作家となる。

## 人物
特技は脚本執筆、サメの生態に詳しい、立ったまま即かえる倒立にいける。
趣味は昼寝、猫と遊ぶ、格闘技観戦、お酒を飲む。
好きな言葉は「後悔役に立たず」。
一人っ子である。

## 作品

### アニメ脚本
- 2022年10月「クールドジ男子」（3、6、9、11、14、16、21、23話）

### 舞台脚本
- 「舞台 乱歩奇譚 Game of Laplace」シリーズ
  - 2017年4月 舞台「乱歩奇譚 Game of Laplace 〜人間椅子殺人事件〜」（脚本演出）
  - 2018年4月 舞台「乱歩奇譚 Game of Laplace 〜パノラマ島の怪人〜」（脚本演出）
  - 2019年8月 舞台「乱歩奇譚 Game of Laplace 〜怪人二十面相〜」（脚本演出）
- 「舞台 やがて君になる」シリーズ
  - 2019年5月 舞台「やがて君になる」（脚本演出）
  - 2020年10月 朗読劇「やがて君になる 佐伯沙弥香について」 - 演出 葛木英
  - 2022年11月 舞台「やがて君になるencore」 - 演出 上野友之

- 2021年10月 音楽朗読劇「世界から猫が消えたなら」 - 演出 林明寛
- 2022年11月 舞台「新選組始末記」 - 演出 扇田賢
- 2023年5月 舞台「宇宙よりも遠い場所」 - 演出 土田英生
- 2023年7月 舞台「1993 -The Bang Bang Club-」 - 演出 扇田賢
- 2023年10月 舞台「かげきしょうじょ!!」 - 演出 キムラ真
- 2023年12月 舞台「華の天羽組 Powerd by ヒューマンバグ大学」 - 演出 扇田賢
- 2025年7月 舞台装置「いるわけないしっ！」（脚本演出）[42]

### 朗読・リーディング脚本
- 2016年11月 演劇企画CRANQ「プリモ・ピアット 〜おいしい関係〜」 - 演出 佐藤秀一
- 2017年12月 演劇企画CRANQ「プリモ・ピアット 〜聖夜のヒミツ〜」 - 演出 佐藤秀一
- 2020年5月 YouTube朗読劇「またのきかいのおまじない」（寺島拓篤、佐藤聡美 出演）
- 2020年10月 Zoom劇「 ズームアウトで、さようなら｡ 」（配信）
- 2021年2月 YouTubeアニメ「宇宙、見たことか」（配信）
- 2021年10月 音楽朗読劇「世界から猫が消えたなら」 - 演出 林明寛
- 2025年2月  Classic Movie Reading Vol.4「東京物語」 - 演出 野坂実

### ドラマCD脚本
- 「困惑探偵 〜アフレコブース殺人事件〜」
- 「困惑探偵 〜鼓膜蝶々〜」
- 「バンドる! 〜バンドでアイドルしようぜ〜」
- 「芝居するンゴ! 〜夢の2.5次元舞台〜」

### 演出
- 2014年10月 ワイアールジャパン「天国ノ手前ギフトカウンター」 - 脚本 吉田なが乃
- 2019年2月 トライフルエンターテインメント「OUT OF FOCUS!」 - 脚本 葛木英
- 2020年1月 アリスインプロジェクト「DANCE DANCE DANCE 〜Dark Dungeon ver.〜」 - 脚本 麻草郁
- 2021年2月 劇団番町ボーイズ☆「ギブアップダンス!!!」 - 脚本 山田能龍
- 2021年11月 KADOKAWA「朗読劇 刀使ノ巫女 清夏奉燈」 - 脚本 高橋龍也
- 2022年7月 KADOKAWA「朗読劇 この素晴らしい世界に祝福を!」 - 脚本 上江洲誠

──劇団東京都鈴木区 全公演
- 2009年6月「無気力宇宙船メロディライナー55号」 - 脚本 長谷周作
- 2010年1月「The 時給探偵〜17時までの名探偵〜」
- 2010年12月「TOKYO RADIO CLUB!」
- 2011年2月「ヘッドライン×デッドライン」 - 脚本 長谷周作
- 2011年4月「The 時給探偵 〜消えた探偵助手〜」
- 2011年7月「弁護士バイロン」
- 2012年2月「ヘッドライン×デッドライン ダッシュ」
- 2012年6月「ヒーローアゴーゴー!」
- 2012年8月「キミが、No.1☆ 〜彼は、サ、サ、サ、サイボーグ!?〜」
- 2012年8月「The 時給探偵 〜デカ長・園田獄太郎の憂鬱〜」
- 2013年3月「ヒーローアゴーゴー! 〜デパート屋上編&遊園地編〜」
- 2013年7月「キミが、No.1☆（再演）」
- 2013年11月「いるわけないしっ!」
- 2014年6月「ヒーローアゴーゴー! 〜デパート屋上編2014〜」（大阪公演）
- 2015年4月「翔べ! スペースノイド」
- 2015年10月「BLT 〜少女と金魚鉢〜」
- 2016年4月「Tune! 〜ラジオな2人〜」
- 2016年7月「ラストオーダー90分」
- 2016年10月「朗読劇 キミが、No.1」
- 2017年2月「ヘッドライン×デッドライン」
- 2017年9月「先輩、服を着てください」
- 2017年9月「ヨンコマ。」
- 2017年11月「無気力宇宙戦メロディライナー55号」
- 2018年8月「魂殻少女 〜こんがらガール〜」
- 2018年11月「弁護士バイロン 〜もうひとつの熱海殺人事件〜」
- 2018年11月「いるわけないしっ!」
- 2019年6月「ミュージカル時給探偵」
- 2019年11月「ラストオーダー90分」（主催吉本興業）
- 2020年4月「にぶんのいち、じぶんのいち」（配信）
- 2020年5月「ヨンコマ。」（配信）
- 2020年6月「ヒロイン･ア･ゴーゴー! 〜あの日の魔法少女〜」（無観客収録）
- 2020年11月「朗読劇 BLT 〜少女と金魚鉢〜」
- 2022年6月「リセマラ・ハイ! 〜おれたちはやり直す、何度でもだ〜」
- 2023年2月「トーキョーレディオクラブ! 二期」
- 2023年10月「憂鬱温泉」
- 2024年9月「朗読劇 バンドる!」
- 2024年9月「月に願いを、おっさんに愛を」

### 舞台（出演）
- 1998年9月「友達」（作 安部公房） - 男 役
- MTワールド 公演
  - 2000年「ああ･･、地球防衛軍」
  - 2000年「カウント・アンド・スロー」
  - 2001年「サイレント・ストーリー」
  - 2001年「MOON CHILD」
  - 2002年「33部隊」
  - 2003年「MOON CHILD in summer 2003」
  - 2004年「ルー・リードになれなかった少年」
- 2005年12月 劇団深空地帯「ALICE」 - チェシャ猫 役
- 2008年8月 FREE MAN「エムズスタイル」（出演 白石稔 間島淳司 川原慶久 山口キヨヒロ） - 泥棒 役
- 2009年4月 ELEGY KING STORE「紅蓮の果てに継ぎし者」 - 金丸 役
- 劇団6番シード 公演
  - 2004年12月「TRUSH!」 - ロック 役
  - 2006年3月「Call me Call you」 - 設楽権三 役
  - 2006年9月「D・ミリガンの客」 - ボーイ 役
  - 2007年7月「桐の林で二十日鼠を殺すには」 - 辰哉 役
  - 2007年11月「ミキシング・レディオL⇔R」 - 犬山 役
  - 2008年7月「VOICE ACTOR」 - 戸張冊市 役
  - 2008年11月「賊」 - 右方 役
  - 2009年9月「twelve〜天国の待合室〜」 - 平田真 役
  - 2010年3月「ドライビングエンゼルフィッシュ」 - ナカタニ 役
  - 2013年12月「Dear Friends」 - 座敷わらし 役
  - 2020年6月「SIX DOORS」 - マヨ様 役（YouTube配信）
  - 2022年8月「12人の私と路地裏のセナ」 - 沈黙は金さん 役
  - 2023年10月「屋根裏のバーニャカウダー」 - 夫（日替わりゲスト） 役
- 2015年7月 XZM「映日果 - アンジール」 - 佐久間謙一 役
- 2017年5月 小川細川企画「市と惣左の恋ひ慕ふ」 - 伝八 役
- 2020年9月 マルガリータ企画「ホームセンターズピリオド」 - 針進 役
- 2021年3月 girlsfether「サンサーラ式葬送入門」 - 篠塚岳達 役
- 2022年4月 AIPpresents「コレスポンド」 - ミッチー 役

### ナレーション
- ほんとうに映った!監死カメラ シリーズ
- 境界カメラ シリーズ
- トミカ TVCM
- 花王 TVCM
- カゴメ TVCM
- エバラ TVCM
- 日立 TVCM
- Amazon TVCM
- バンダイナムコ TVCM
- メディアファクトリー TVCM
- サンモール TVCM
- プローバグループ TVCM・CMソング

### アニメ（声優）
- あまえないでよっ!! - 仮面レンジャーNo.1 役
- 地獄少女 二籠
- うちの3姉妹
- はじめの一歩 New Challenger
- プリンセス・プリンセス
- CODE-E
- 落語天女おゆい

- いつだってMyサンタ!
- ふしぎなくにのワンダーサム

### ドラマCD（声優）
- エンジェルゲーム
- 堕天使ゲーム - 榊恭一 役
- 俺たちのステップ - 風見洋 役
- 仮面侯爵に囚われて
- 若社長の優雅な休日
- ひぐらしのなく頃に
- 蟲と眼球とテディベア
- 千年経っても愛してる
- 本日のSpecial
- 誘惑 - 添嶋 役

### ゲーム（声優）
- RaiderZ
- Total War:Shogun 2
- 久遠の絆
- オークスマストダイ
- エレメントハーツ
- アルカナマジック
- se・きらら - 水樹将太 役
- AILA Online
- 子羊たちの楽園 - レオポルド・ルッツ役
- 夏のひとしずく - 宇佐美哲 役
- 超戦闘球技 ヴァンボーグ - レフェリー 役

### 吹き替え（声優）
- ドラゴン特攻隊 - B子 役[43]
- ファイナル・コンタクト

### ラジオ
- 寺島・鈴木のちょっとこいや♥ - パーソナリティ
- まじポン!
- 紘と拓篤の俺たちのベシャリ場
- まさや・ばんばん しぼりたて生!

### コラム
- VOICHA!

### 歌
- マナー忍者（こどもちゃれんじ）
- 禁断の花園

### 映画
- 夜明けの記憶（2006年、大橋祥正監督） - 主演[44]
- いのち
- 三十路女はロマンチックな夢を見るか？
- 神と恩送り、（2025年公開予定、乙木勇人監督） - 御手洗参道 役[45]

### テレビ
- 進撃のヒーロー
- 噂の!東京マガジン